# دیسکاور فایننشال
دیسکاور فایننشال (به انگلیسی: Discover Financial) شرکت خدمات مالی آمریکایی است، که در زمینه مدیریت سیستم‌های پرداخت بانکی، همچنین ارائه خدمات کارت‌های اعتباری، کارت‌های نقدی، قرض‌های بی‌وثیقه و وام‌های مسکن فعالیت می‌نماید.
ریشه‌های تأسیس شرکت خدمات مالی دیسکاور به سال ۱۹۸۵ بازمی‌گردد، که به‌عنوان شبکه کارت‌های اعتباری فروشگاه سیرز، فعالیت خود را آغاز کرد. در سال ۱۹۹۷ به‌عنوان زیرمجموعه‌ای از شرکت دین ویتر، به مورگان استنلی واگذار شد و در سال ۲۰۰۷ در پی اسپین-آف، به‌عنوان یک شرکت عمومی مستقل، در شهر شیکاگو ثبت گردید.
در ماه آوریل ۲۰۰۸ این شرکت شبکه کارت‌های اعتباری دینرز کلاب را به ارزش ۱۵۶ میلیون دلار، از شرکت خدمات مالی سیتی‌گروپ خریداری کرد. دفتر مرکزی شرکت دیسکاور در شهر ریورهودز، ایالت ایلی‌نوی قرار دارد و سهام آن در بازار بورس نیویورک معامله می‌شود. در حال حاضر شرکت دیسکاور، پس از ویزا کارت، مسترکارت و آمریکن اکسپرس، مالک چهارمین شبکه کارت‌های اعتباری در ایالات متحده آمریکا می‌باشد.